# Chulabhorn (huyện)
Chulabhorn (tiếng Thái: จุฬาภรณ์) là một huyện (amphoe) của tỉnh Nakhon Si Thammarat, miền nam Thái Lan.
Huyện được đặt tên theo công chúa Chulabhorn, con gái út của vua Bhumipol Adulyadej, vào dịp sinh nhật 36 của cô.

## Lịch sử
Huyện được lập ngày 7 tháng 3 năm 1994 từ hai tambon Ban Khuan Mut và Ban Cha-uat của huyện Cha-uat và 4 tambon Khuan Nong Khwa, Thung Pho, Na Mo Bun và Sam Tambon của huyện Ron Phibun.

## Địa lý
Các huyện giáp ranh (từ phía bắc theo chiều kim đồng hồ) là Ron Phibun, Cha-uat và Thung Song.

## Hành chính
Huyện này được chia thành 6 phó huyện (tambon), các đơn vị này lại được chia ra thành 27 làng (muban). Không có khu vực thành thị, có 5 Tổ chức hành chính tambon.
| \| STT \| Tên \| Tên tiếng Thái \| Số làng \| Dân số \| \| \| 1. \| Ban Khuan Mut \| บ้านควนมุด \| 2 \| 1.575 \| \| \| 2. \| Ban Cha-uat \| บ้านชะอวด \| 4 \| 2.735 \| \| \| 3. \| Khuan Nong Khwa \| ควนหนองคว้า \| 3 \| 3.254 \| \| \| 4. \| Thung Pho \| ทุ่งโพธิ์ \| 8 \| 9.811 \| \| \| 5. \| Na Mo Bun \| นาหมอบุญ \| 5 \| 6.549 \| \| \| 6. \| Sam Tambon \| สามตำบล \| 5 \| 6.744 \| \| | Map of Tambon   |                |         |        |  |
| STT | Tên             | Tên tiếng Thái | Số làng | Dân số |  |
| 1. | Ban Khuan Mut   | บ้านควนมุด       | 2       | 1.575  |  |
| 2. | Ban Cha-uat     | บ้านชะอวด       | 4       | 2.735  |  |
| 3. | Khuan Nong Khwa | ควนหนองคว้า     | 3       | 3.254  |  |
| 4. | Thung Pho       | ทุ่งโพธิ์          | 8       | 9.811  |  |
| 5. | Na Mo Bun       | นาหมอบุญ        | 5       | 6.549  |  |
| 6. | Sam Tambon      | สามตำบล        | 5       | 6.744  |  |